# حقوق التنمية القابلة للتحويل
حقوق التنمية القابلة للتحويل (بالإنجليزية: Transferable development rights، تُعرف اختصارًا TDR) هي طريقة يمكن للمطورين من خلالها شراء حقوق تطوير بعض الطرود داخل «منطقة إرسال» محددة ونقل الحقوق إلى «منطقة استقبال» أخرى لزيادة كثافة تطورهم الجديد. المفهوم القانوني الأساسي لبرنامج نقل حقوق التنمية هو فكرة أن جميع الأراضي لديها مجموعة من حقوق الملكية. تم استخدامه للتحكم في استخدام الأراضي لتكملة تخطيط استخدام الأراضي وتقسيم المناطق من أجل إدارة نمو حضري أكثر فعالية والحفاظ على الأراضي.